# Iman Meskini
Iman Meskini (3 de marzo de 1997) es una actriz noruega. Interpretó a Sana Bakkoush serie de televisión SKAM, quien es un personaje secundario en las tres primeras temporadas pero la protagonista en la cuarta.

## Primeros años
Su madre es noruega y su padre es tunecino. Creció en el pueblo de Langhus y se identifica como musulmana.